# Englon TXN
O Englon TXN é um protótipo apresentado pela Englon, uma subsidiária da Geely, na edição de 2010 do Salão de Pequim. 